# Spharagemon bunites
Spharagemon bunites är en insektsart som beskrevs av Otte, D. 1984. Spharagemon bunites ingår i släktet Spharagemon och familjen gräshoppor. Inga underarter finns listade i Catalogue of Life.